# Theo James
Pour les articles homonymes, voir James.
Theo James, né le 16 décembre 1984 à Oxford, Angleterre (Royaume-Uni) est un acteur, producteur et musicien britannique.
Révélé grâce au rôle de David dans la saga Underworld avec Underworld : Nouvelle Ère et Underworld: Blood Wars, ainsi que par celui de l'inspecteur Walter William Clark Jr. dans la série télévisée Un flic d'exception, il acquiert une renommée importante grâce au rôle de Tobias Eaton, alias « Quatre », dans la saga Divergente. 
En 2024, il est à l'affiche de la série The Gentlemen, produite par Guy Ritchie et diffusée sur Netflix.

## Biographie

### Jeunesse et formation
Theodore Peter James Kinnaird Taptiklis naît à Oxford en Angleterre, le 16 décembre 1984,. Il est le plus jeune fils de Jane (née Martin), qui a travaillé pour la National Health Service et Phillip Taptiklis, consultant. Il a deux frères et deux sœurs.
Il a des origines grecques du côté de son grand-père paternel, ainsi que des origines anglaises et écossaises,.
Il étudie le théâtre et la guitare à Londres. Avant de devenir acteur, il étudie à la Aylesbury Grammar School puis obtient un diplôme de philosophie de l'université de Nottingham. Il prend ensuite des cours de théâtre à la Bristol Old Vic Theatre School.

### Vie privée
En 2009, il commence à fréquenter l'actrice irlandaise Ruth Kearney qu'il a rencontrée durant ses études au Bristol Old Vic Theatre School. Ils se marient le 25 août 2018 à Londres et accueillent leur premier enfant, une fille, en août 2021. 

## Carrière

### Débuts britanniques et passage à Hollywood (2010-2013)

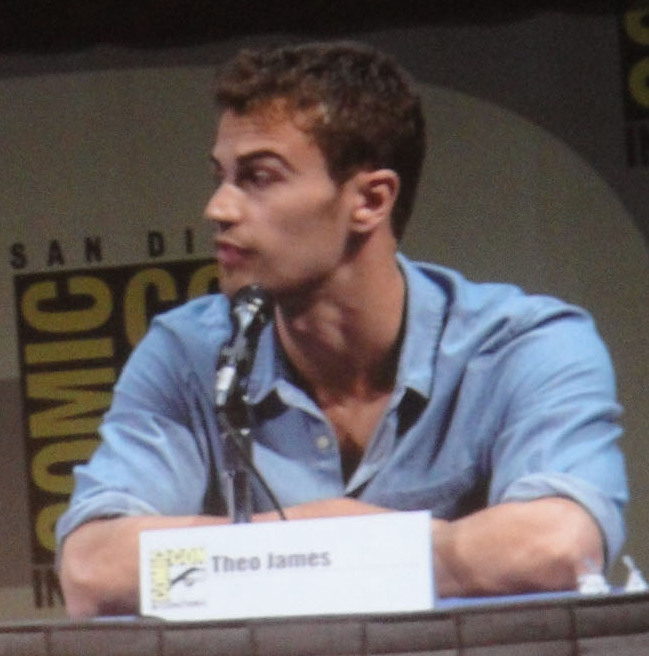
Lors de l'édition 2011 de la Comic-Con.

En 2010, il joue son premier rôle dans un long métrage, avec le film Vous allez rencontrer un bel et sombre inconnu de Woody Allen.
La même année, il est l'un des premiers rôles de la mini-série dramatique A Passionate Woman (en) aux côtés de l'actrice britannique Sue Johnston, et il apparaît dans l'acclamée Downton Abbey.
En 2011, il décroche son premier rôle régulier pour la série horrifique anglaise et éphémère, Bedlam. Il joue aussi un second rôle dans la comédie Les Boloss. Ce film est tiré de la série télévisée Les Boloss : Loser attitude, créée par les scénaristes Iain Morris et Damon Beesley en 2008.
En 2012, Theo James décroche l'un des rôles principaux dans la saga Underworld, à partir du quatrième film, Underworld : Nouvelle Ère aux côtés de Kate Beckinsale.
La même année, il interprète Jack Wales dans la mini-série primée aux BAFTA Awards, Room at the Top aux côtés de Jenna Coleman.
En 2013, il tient le rôle principal dans la série policière Un flic d'exception, aux côtés de Chi McBride, Kevin Alejandro et Bonnie Somerville. Diffusée sur le réseau CBS, la série est annulée à l'issue d'une courte saison, faute d'audiences suffisantes.

### RévélationDivergente(2014-2016)

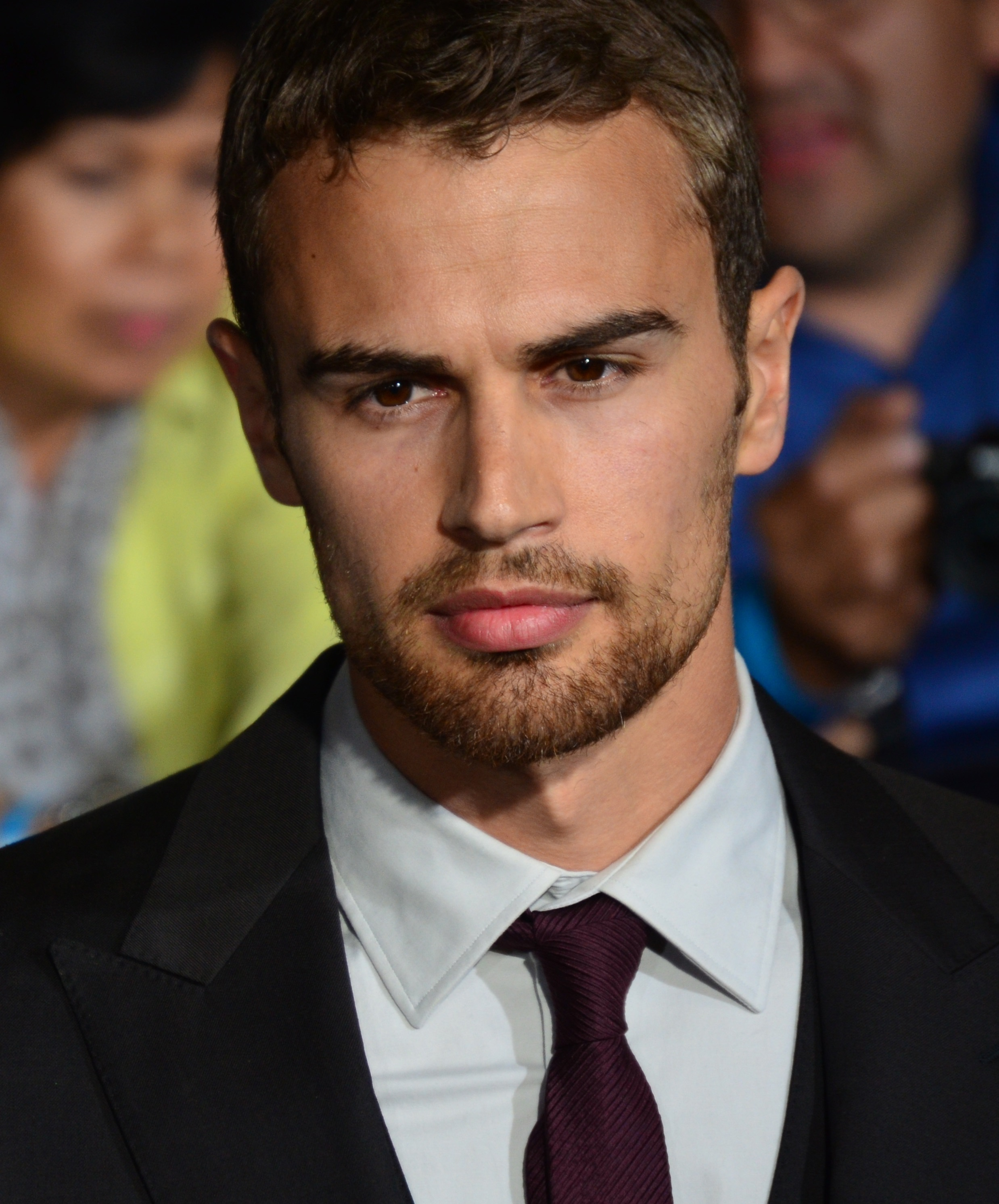
Lors d'une avant-première de Divergente, en 2014.

En 2014, il est à l'affiche du blockbuster Divergente, dans le rôle de Tobias Eaton alias « Quatre ». Cette production lui permet d'accéder à la notoriété internationale. Il devient ainsi la nouvelle égérie masculine de la marque Hugo Boss. Ce rôle lui vaut le Teen Choice Awards du meilleur acteur dans un film d'action.
L'année suivante, aux côtés de Richard Gere et de Dakota Fanning, il porte le drame Intrusion. Il retrouve aussi le personnage de Quatre pour Divergente 2 : L'Insurrection. Cette même année,  il remporte un second prix aux Teen Choice ainsi que son premier People's Choice Awards.
En 2016, sort la comédie d'action War on Everyone : Au-dessus des lois dans laquelle il donne la réplique à Alexander Skarsgård et Michael Peña. Enfin, sort Divergente 3 : Au-delà du mur. Il aurait dû jouer dans la dernière partie de la saga avec Divergente 4 (The Divergent Series: Ascendant), mais les mauvais résultats du troisième volet au box-office ont réduit à néant toutes possibilité de clore la saga sur grand écran.

### Confirmation en demi-teinte et passage à la production (2017-)

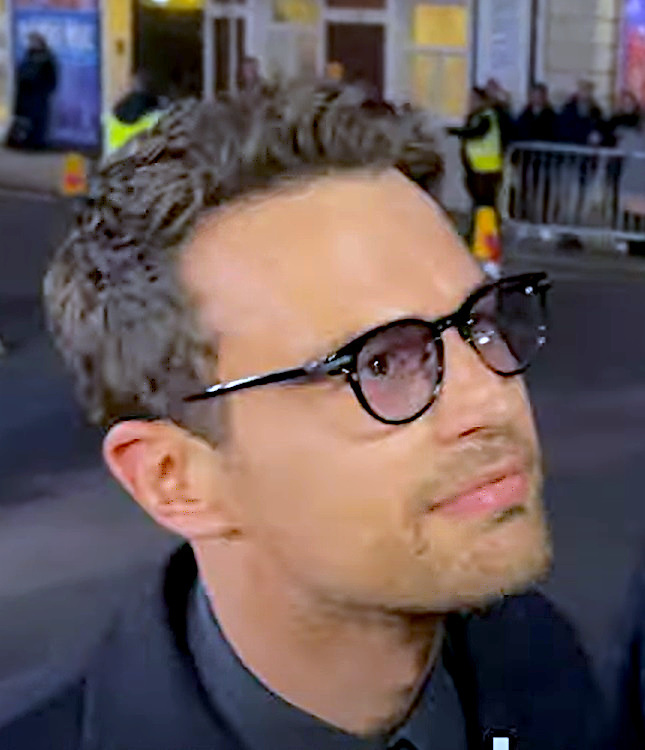
James à l'avant-première de The Gentlemen, en 2024.

En 2017, il est à l'affiche du drame, éreinté par la critique, Le Testament caché avec Eric Bana, Rooney Mara et Jack Reynor. La même année, il joue dans Underworld: Blood Wars aux côtés de Kate Beckinsale, cinquième film de la série Underworld, qui ne rencontre pas non-plus le succès escompté.
En 2018, il est à l'affiche de plusieurs longs métrages. Le premier est le thriller Séduction fatale,dans lequel il joue aux côtés de Johnny Depp, Cara Delevingne et Amber Heard, dont l'action se déroule à Londres dans les années 1990. La production connaît de nombreux problèmes qui retardent fortement la sortie du film.
Aux côtés de Ben Kingsley, il produit et porte le drame historique Trahison d'État, réalisé par le Danois Per Fly. Il joue également dans la romance de science-fiction Zoe de Drake Doremus avec Ewan McGregor et Léa Seydoux.
Il est le héros du film d'action apocalyptique How It Ends, distribué par la plateforme Netflix, qui lui permet de donner la réplique à Forest Whitaker et Kat Graham, mais ce film est un échec critique.
En 2019, il fait son retour sur le petit écran dans une production britannique, en rejoignant la distribution principale de la série dramatique Sanditon, diffusée sur ITV. La même année, il garde un pied dans le cinéma américain en jouant aux côtés d'Emily Ratajkowski dans le thriller Lying and Stealing (en).
En 2020, il renoue avec la science-fiction en produisant et en interprétant le premier rôle du film Archive.
En 2024, Theo James incarne le rôle Eddie Horniman dans la série The Gentlemen, produite par Guy Ritchie et adaptée du film du même nom. En Août 2024, Netflix annonce que la série est renouvelée pour une deuxième saison.

## Filmographie

### Cinéma
- 2010 : Vous allez rencontrer un bel et sombre inconnu (You Will Meet a Tall Dark Stranger) de Woody Allen : Ray
- 2011 : Les Boloss (The Inbetweeners Movie) de Ben Palmer : James
- 2012 : Underworld : Nouvelle Ère de Måns Mårlind et Björn Stein (da) : David
- 2012 : The Domino Effect (nl) de Paula van der Oest : Un invité à la fête du diner
- 2014 : Divergente (Divergent) de Neil Burger : Tobias Eaton / « Quatre »
- 2015 : Divergente 2 : L'Insurrection (The Divergent Series : Insurgent) de Robert Schwentke : Tobias Eaton / « Quatre »
- 2015 : Intrusion (The Benefactor) d'Andrew Renzi : Luke
- 2016 : War on Everyone : Au-dessus des lois (War on Everyone) de John Michael McDonagh : Lord James Mangan
- 2016 : Divergente 3 : Au-delà du mur (The Divergent Series : Allegiant) de Robert Schwentke : Tobias Eaton / « Quatre »
- 2017 : Le Testament caché (The Secret Scripture) de Jim Sheridan : Père Gaunt
- 2017 : Underworld : Blood Wars d'Anna Foerster : David
- 2018 : Trahison d'État (Backstabbing for Beginners) de Per Fly : Michael (également producteur exécutif)
- 2018 : Zoe de Drake Doremus : Ash
- 2018 : How It Ends de David M. Rosenthal : Will Younger
- 2018 : Séduction fatale (London Fields) de Mathew Cullen (en) : Guy Clinch
- 2019 : Arnaqueurs associés (en) (Lying and Stealing) de Matt Aselton : Ivan (également producteur exécutif)
- 2020 : Archive de Gavin Rothery : George Almore (également producteur)
- 2021 : The Witcher : Le Cauchemar du loup (The Witcher : Nightmare of the Wolf) de Kwang Il Han : Vesemir (voix)
- 2022 : Dual de Riley Stearns : Robert Michaels
- 2022 : La Liste de Mr Malcolm (Mr. Malcolm's list) de Emma Holly Jones : le capitaine Henry Ossory
- 2025 : The Monkey d'Oz Perkins : les jumeaux Hal et Bill
- 2025 : Fuze de David Mackenzie

### Séries télévisées
- 2010 : A Passionate Woman (en) : Alex « Craze » Crazenovski
- 2010 : Downton Abbey : Kemal Pamuk
- 2011 : Bedlam : Jed Harper
- 2012 : Case Sensitive : Aidan Harper
- 2012 : Room at the Top : Jack Wales
- 2013 : Un flic d'exception (Golden Boy) : Inspecteur Walter William Clark Jr.
- 2018 : Castlevania : Hector (voix)
- 2019 : Bienvenue à Sanditon (Sanditon) : Sidney Parker
- 2019 : The Witcher : Vesemir jeune (voix)
- 2019 : Dark Crystal : Le temps de la résistance (The Dark Crystal : Age of Resistance) : Rek'yr (voix)
- 2022 : The Time Traveler's Wife : Henry DeTamble
- 2022 : The White Lotus : Cameron Babcock
- 2024 : The Gentlemen : Edward "Eddie" Horniman

## Distinctions
- Sauf indication contraire ou complémentaire, les informations mentionnées dans cette section proviennent de la base de données IMDb[14].

### Récompenses
- 16e cérémonie des Teen Choice Awards 2014 : meilleur acteur dans un film d'action pour Divergente
- 41e cérémonie des People's Choice Awards 2015 : meilleur duo dans un film pour Divergente, prix partagé avec Shailene Woodley
- 17e cérémonie des Teen Choice Awards 2015 : meilleur baiser dans un film pour Divergente 2, prix partagé avec Shailene Woodley

### Nominations
- 16e cérémonie des Teen Choice Awards 2014 : meilleure révélation pour Divergente
  - Young Hollywood Awards 2014 :
  - meilleur duo à l'écran pour Divergente, nomination partagée avec Shailene Woodley
  - meilleur acteur
- 17e cérémonie des Teen Choice Awards 2015 : meilleur acteur dans un film d'action pour Divergente 2
- 18e cérémonie des Teen Choice Awards 2016 : 
  - meilleur baiser dans un film pour Divergente 3, nomination partagée avec Shailene Woodley
  - meilleure alchimie dans un film pour Divergente 3, nomination partagée avec Shailene Woodley
  - meilleur acteur dans un film d'action pour Divergente 3
- 75e cérémonie des Primetime Emmy Awards 2024 : meilleur acteur dans un second rôle dans une série télévisée dramatique pour The White Lotus

## Voix françaises
Damien Ferrette, Anatole de Bodinat et Mathieu Moreau sont les voix récurrentes de l'acteur.
En France
| - Damien Ferrette dans : - Underworld : Nouvelle Ère - Golden Boy (série télévisée) - War on Everyone : Au-dessus des lois - Le Testament caché - Underworld: Blood Wars - Zoe - Mr. Malcolm's List (en) - The Gentlemen (série télévisée) - The Monkey - Anatole de Bodinat dans : - Vous allez rencontrer un bel et sombre inconnu - Downton Abbey (série télévisée) - Archive - The Time Traveler's Wife (série télévisée) - The White Lotus (série télévisée) | - Mathieu Moreau dans : - Divergente - Divergente 2 : L'Insurrection - Divergente 3 : Au-delà du mur - How it Ends Et aussi - Marc Weiss (Belgique) dans Les Boloss - Bruno Mullenaerts (Belgique) dans Castlevania (1ère voix) - Eilias Changuel dans Dark Crystal : Le Temps de la résistance (série télévisée) - Pierre Lognay dans Bienvenue à Sanditon (série télévisée) - Alexis Victor dans The Witcher : Le Cauchemar du Loup (voix) - Michelangelo Marchese dans Castlevania (2nd voix) |